# Спорт у Сербії
Спорт — один із найпопулярніших видів діяльності громадян Сербії. Спортом займаються як професійно, так і як хобі у вільний час.

## Види спорту

### Біатлон
У біатлоні югославські і сербські спортсмени ніколи не мали значних успіхів на міжнародних змаганнях. На Олімпійських іграх у біатлоні вони стали виступати з 1980 року, але ніколи не входили навіть до списку тридцяти кращих біатлоністів на якому-небудь рівні. Також на міжнародній арені цей вид спорту Сербії представлений тільки чоловіками.

### Водне поло
Водне поло — один з тих видів спорту в Сербії, в якому серби досить часто домагаються успіхів. Національний олімпійський комітет Сербії щорічно визначає кращі команди, і ватерполіська збірна Сербії завоювала цей титул у 2001 і 2003-2009 роках.
Старша збірна під різними прапорами — Югославії, Сербії та Чорногорії і Сербії чотири рази (1986, 1991, 2005 і 2009 роках) вигравала чемпіонат світу, в 2001 році стала другою, а також чотири рази ставала третьою. На Олімпіадах завоювала золоті медалі в 1968, 1984 і 1988 роках, а також п'ять срібних і дві бронзові. Чемпіонами Європи ставали в 1991, 2001, 2003 та 2006 роках (причому в 2006 році вони були господарями першості), а разом нагород на європейських першостях налічується 14. У світовій лізі збірна Сербії перемагала шість разів, ще один раз ставала срібним призером і один раз бронзовим, а на Кубку світу перемагала 4 рази, один раз ставала другою і двічі третьою.
Основним клубом для збірної є «Партизан», який має в своєму активі 24 титулу чемпіона Сербії і 22 кубка Сербії. Найвідомішими ватерполістами є Ігор Мілановіч, Александар Шоштар, Володимир Вуясинович, Александар Шапич і Ваня Удовичич.

### Волейбол
Чоловіча збірна Сербії з волейболу представляє Сербію на міжнародних змаганнях з волейболу. У 2008 році збірна Сербії стала фіналістом Світової ліги, програвши у вирішальному матчі збірній США, а на Олімпійських іграх у Пекіні поступилася цьому ж суперникові в драматичному п'ятисетовому чвертьфіналі. У 2009 році Сербська збірна повторила свій успіх на Світовій лізі, посівши друге місце на домашньому "Фіналі шести", а на чемпіонаті Європи в Туреччині стала п'ятою.

### Плавання
Найвідоміші плавці: Мілорад Чавич і Наджа Хигл.

### Стрілецький спорт
Найвідоміший стрілець — Ясна Шекарич, яка брала участь ще в Олімпіаді в Барселоні як незалежний олімпійський учасник (югославів офіційно не допускали на Ігри).

### Теніс
Один з найпопулярніших видів спорту в Сербії. Найвідоміші тенісисти: Олена Янкович, Новак Джокович, Ненад Зимонич, Янко Тіпсаревич, Ана Іванович

### Футбол
Футбол є найпопулярнішим видом спорту в Сербії. З урахуванням досягнень збірних Югославії і союзу Сербії і Чорногорії збірну Сербії можна вважати однією з найвідоміших команд XX століття, однак у своєї незалежної історії (з 2006 року) збірна змогла виступити тільки на Олімпіаді-2008 і чемпіонаті світу 2010.